# Дафне Каруана Галиция
{{Личност
| име              = Дафне Каруана Галиция
| име-оригинал     = 
| категория        = журналист
| описание         = малтийска журналистка
| портрет          = 
| портрет-описание = 
| роден-място      = Слима, Малта
| починал-място    = Моста, Малта
| националност     =  Малта
| работил          = журналист
| вложки           = 
| брак             = 
| деца             =3 
| Убит/а: 16 октомври 2017 г 
Дафне Каруана Галиция (на малтийски: Daphne Caruana Galizia) е малтийска журналистка, писателка, блогърка и активистка в борбата с корупцията, на чието име е наречена наградата за журналистика, връчвана ежегодно от Европейския парламент като признание за значението на свободните медии.
Убита е на 16 октомври 2017 година при експлозия на кола бомба близо до дома си. Убийството ѝ е предшествано от тормоз и заплахи, а продължение на години и на съдебни дела, целящи да ѝ попречат да работи по основните теми, които разработва като журналист – корупцията, прането на пари, организираната престъпност, продажбата на гражданство и връзките на малтийското правителство с т.нар. „Досиета от Панама“. Членовете на Европейския парламент критикуват пропуските в разследването на убийството ѝ, а общественото възмущение от начина, по който властите го провеждат, довежда до оставката на премиера Джоузеф Мускат.
Шест години след убийството ѝ Платформата на Съвета на Европа за защита на журналистиката и безопасността на журналистите все още посочва нейното убийство като случай на безнаказаност. Публично разследване на убийството ѝ установява, че държавата не е разпознала рисковете за живота на репортерката и не е предприела разумни стъпки, за да ги избегне. Комисията, извършваща разследването, отбеляза, че всички събрани доказателства водят до заключението, че нейното убийство „е неизбежно свързано с това, което тя смята за сериозни скандали за лошо управление, резултат от близостта между политическата власт и властта на големия бизнес, което води до пълна ерозия в рамките на регулаторните институции в страната.”
В годината на убийството ѝ Галиция е включена от европейското подразделение на медийното издание „Политико“ в класацията му на 28-е най-влиятелни хора в Европа – единствената малтийка в списъка.
| „                                                                           | Най-добрият начин да мислите за Дафне Каруана Галиция е като за жената–WikiLeaks, бореща се срещу непрозрачността и корупцията в Малта – островна държава, известна и с двете. За Джон Дали, бивш еврокомисар, на когото тя помогна да бъде свален в лобистки скандал за тютюневи изделия, Галиция е „терорист“. За депутатите от опозицията тя е политическа стихия, която за щастие е прицелена в другата страна на пътеката. „Тя сама доведе правителството до ръба на колапса“, казва един депутат. „Дамата има топки“, казва друг. | “ |
| Представяне на Дафне Каруана Галиция в класацията „Випуск 2017 на Политико“ | |   |

Чрез наградата на нейно име, учредена официално на 16 октомври 2020 г., Европейският парламент декларира подкрепа за разследващата журналистика и дава по-голяма гласност на значими журналистически материали на професионални журналисти, установени в Европейския съюз. Тя се присъжда от 2021 г. за изключително журналистическо постижение, което насърчава или защитава основните принципи и ценности на Европейския съюз, като човешкото достойнство, свободата, демокрацията, равенството, принципите на правовата държава и правата на човека.
Някои от публикациите на Галиция достигат 400 хил. читатели на ден, което е повече от общия тираж на вестниците в страната и почти колкото е числеността на цялото ѝ население (от 420 хил.), отбелязва „Политико“. Представянето ѝ в списъка с 28-е личности, избрани за Випуск 2017, завършва с цитат на нейни думи: „Само през трупа ми децата ми ще останат приковани на тези скали“, говорейки за Малта под въздействието на страха ѝ накъде се е запътила нейната страна поради състоянието на управлението и върховенството на закона.
След смъртта ѝ семейството на Дафне Каруана Галиция създава фондация на нейно име, ръководена от сина ѝ Матю – разследващ журналист и софтуерен инженер, работил в Международния консорциум на разследващите журналисти, преди да стане съосновател на организацията през 2018 г. Сестрата на Дафне – Корин – ръководи връзките с медиите на фондацията и е редакторка на месечното списание Taste & Flair, основано от Дафне Галиция през 2014 г., което фондацията продължава да издава. Наред с поддържането на обществения интерес към разследването и правораздаването за убийството ѝ, дейността на Фондация „Дафне Каруана Галиция“ е насочена към подобряване защитата на журналисти и активисти, изправени пред съдебни дела, заведени с цел тормоз, сплашване и заглушаване на свободата на словото.